# Тюбінг (розвага)

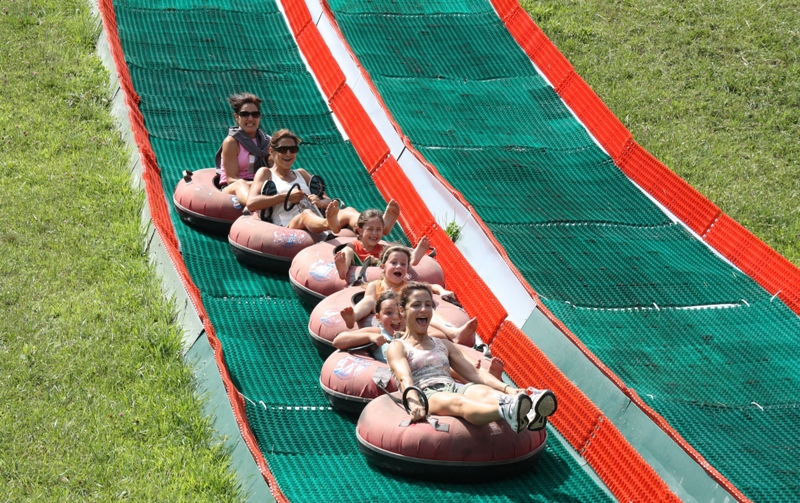
Літня тюбінгова траса

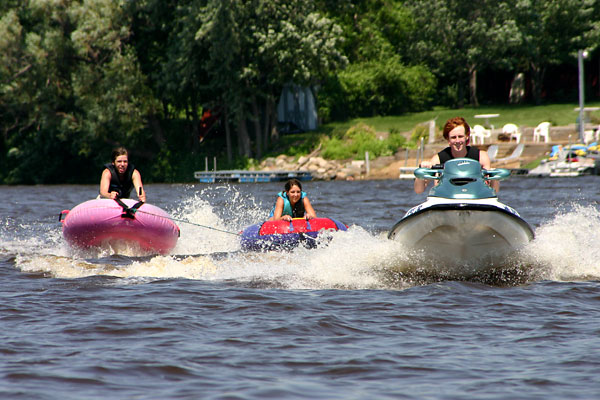
Тюбінг на катері

Тю́бінг (англ. tubing, від tube — «камера шини») — катання на надувній камері («бублик») по рівній або похилій водній, сніговій чи зволоженій поверхні, яке є популярним розважальним та у певній мірі спортивним заняттям, яке може бути доречним як під час дитячих та молодіжних розваг, так і під час сімейного відпочинку. Тюбінгом можна займатися в будь-яку пору року, у відкритому просторі та у закритих приміщеннях.

## Камера (тюб)
Для тюбінгу використовуються кільцеподібні камери різної будови із надміцних та еластичних синтетичних матеріалів, які під час їзди повинні здійснювати якомога мінімальну силу тертя з поверхнею.

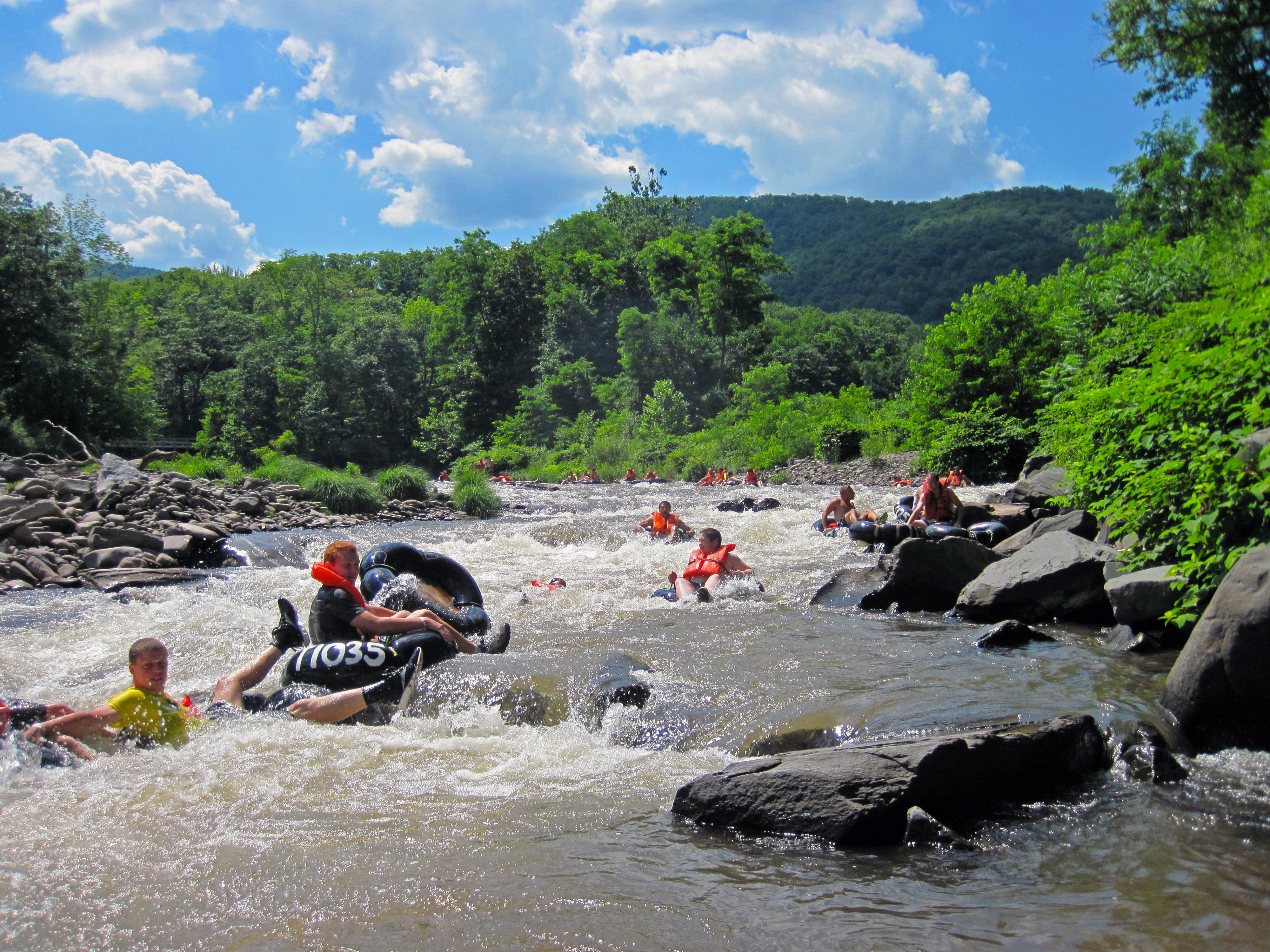
Рафтинг-тюбінг

## Види тюбінгу
Тюбінг поділяється на два основні види: водний та сніговий.

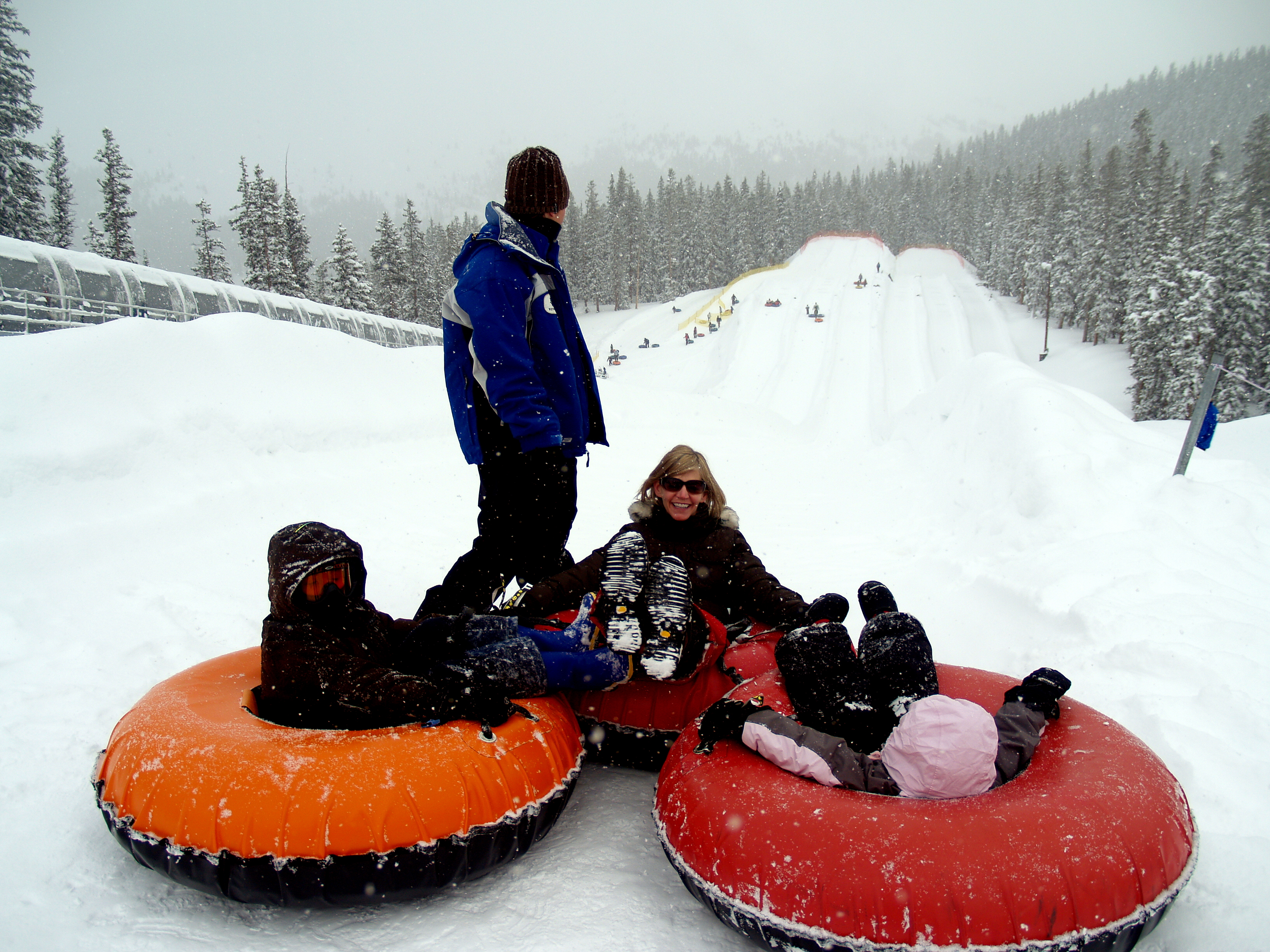
Сніговий тюбінг

Сніговий полягає, як правило, у з'їзді із засніжених схилів та снігових трас чи катанні по сніговій поверхні за допомогою додаткової тяги.
Водний у свою чергу можна поділити на кілька категорій: літній тюбінг (катання на спеціально облаштованих тюбінгових трасах, які постійно зволожуються задля зменшення тертя), тюбінг на катері (катання на відкритих водоймах за допомогою силової тяги водних транспортних засобів), рафтинг-тюбінг (екстремальний сплав по небезпечних та складних ділянках річок).
Окремо виділяють повітряний тюбінг, який полягає у досягненні тюбом максимально високої швидкості, в результаті чого він частково здіймається над земною поверхнею (зазвичай водною чи сніговою).

## Популярність
Тюбінгові траси є популярним атракціоном в парках атракціонів, аквапарках та гірськолижних курортах. Серед прихильників екстремального відпочинку популярним є рафтинг-тюбінг.
В Україні за останні роки тюбінг гірки стають дедалі популярнішими. Окрім зимового відпочинку, коли спуски слизькі за рахунок снігового покриву, тюбінг набирає обертів і в літній період. Синтетичне покриття та спеціальні сноутюби із пластиковим дном дозволяють спускатись протягом всього року незалежно від погоди. Серед найбільших парків — Їжак Парк (Львівська область) зі спусками довжиною 300м. Гірки із синтетичним покриттям працюють в УРУРУ (Львівська область), поблизу Івано-Франківська, Чернівців та на Закарпатті. Так, у Закарпатській області близько десяти тюбінгових локацій діють передусім у зимовий сезон